# Židikai
Židikai è una città nel distretto municipale di Mažeikiai (in lituano Mažeikių rajono savivaldybė), in Lituania, posta a 21 km ad Ovest di Mažeikiai.
La scrittrice Marija Pečkauskaitė più nota con lo pseudonimo di Šatrijos Ragana è vissuta a Židikai tra il 1915 e il 1930.